# الجمهورية الكتالانية (2017)
الجمهورية الكتالانية (بالكتالونية: República Catalana)‏ هي دولة غير معترف بها تم الإعلان عن إستقلالها من جانب واحد على أراضي كتالونيا في شبه الجزيرة الأيبيرية في 27 أكتوبر 2017. الوضع القانوني للدولة هو متنازع عليه حيث أعلن برلمان كتالونيا الاستقلال عن المملكة الإسبانية في خضم أزمة دستورية بناءً على نتائج استفتاء استقلال كتالونيا 2017، فرد مجلس الشيوخ الإسباني بتفعيل المادة 155 من الدستور الإسباني لعام 1978، مما يسمح للحكومة الإسبانية المركزية بفرض حكم مباشر على كتالونيا وتعليق الحكم الذاتي للمنطقة. بعد ذلك بوقت قصير، قام ماريانو راخوي رئيس وزراء إسبانيا بحل برلمان كتالونيا، وإقالة المجلس التنفيذي لكتالونيا، ودعا إلى إجراء انتخابات إقليمية مبكرة في 21 ديسمبر 2017. في المقابل، صرح كارلس بوتشدمون، رئيس حكومة كتالونيا بأن البرلمانات وحدها يمكن أن تنتخب أو تزيل الحكومات في مجتمع ديمقراطي وطلب من الكتالان أن «يعارضوا بشكل ديمقراطي» تنفيذ المادة 155، لكن لم يوضّح كيف سيكون رده على أوامر الحكومة الأسبانية.
بحلول 30 أكتوبر 2017، عادت المؤسسات الحكومية للعمل في جميع أرجاء كتالونيا تحت سلطة حكومة مدريد التي استولت على السلطة وحلت البرلمان ولم تواجه عملية الحل أي مواجهة تذكر من السلطات الكتالانية. لجأ بوتشدمون وعدداً من أفراد حكومته المنحلة إلى بلجيكا للهروب من الملاحقة القضائية الإسبانية، حيث وجه المدعي العام الإسباني لهم تهم التمرد والتحريض والإختلاس. حكمت المحكمة الدستورية الإسبانية في 31 أكتوبر بتعليق العمل بإعلان الاستقلال الكتالاني. وفي يوم 2 نوفمبر 2017، أمرت الحكومة الإسبانية بحجز 8 من أعضاء الحكومة الكتالانية -من بينهم نائب الرئيس بوتشدمون وزعيم حزب يسار كتالونيا الجمهوري- خوفاً من سفرهم وأصدر المدعي العام أيضاً مذكرة اعتقال أوروبية بحق الرئيس بوتشدمون وأعضاء أخرين من الحكومة رفضوا أن يسلموا أنفسهم.

## التاريخ

### أزمة 2017 السياسية

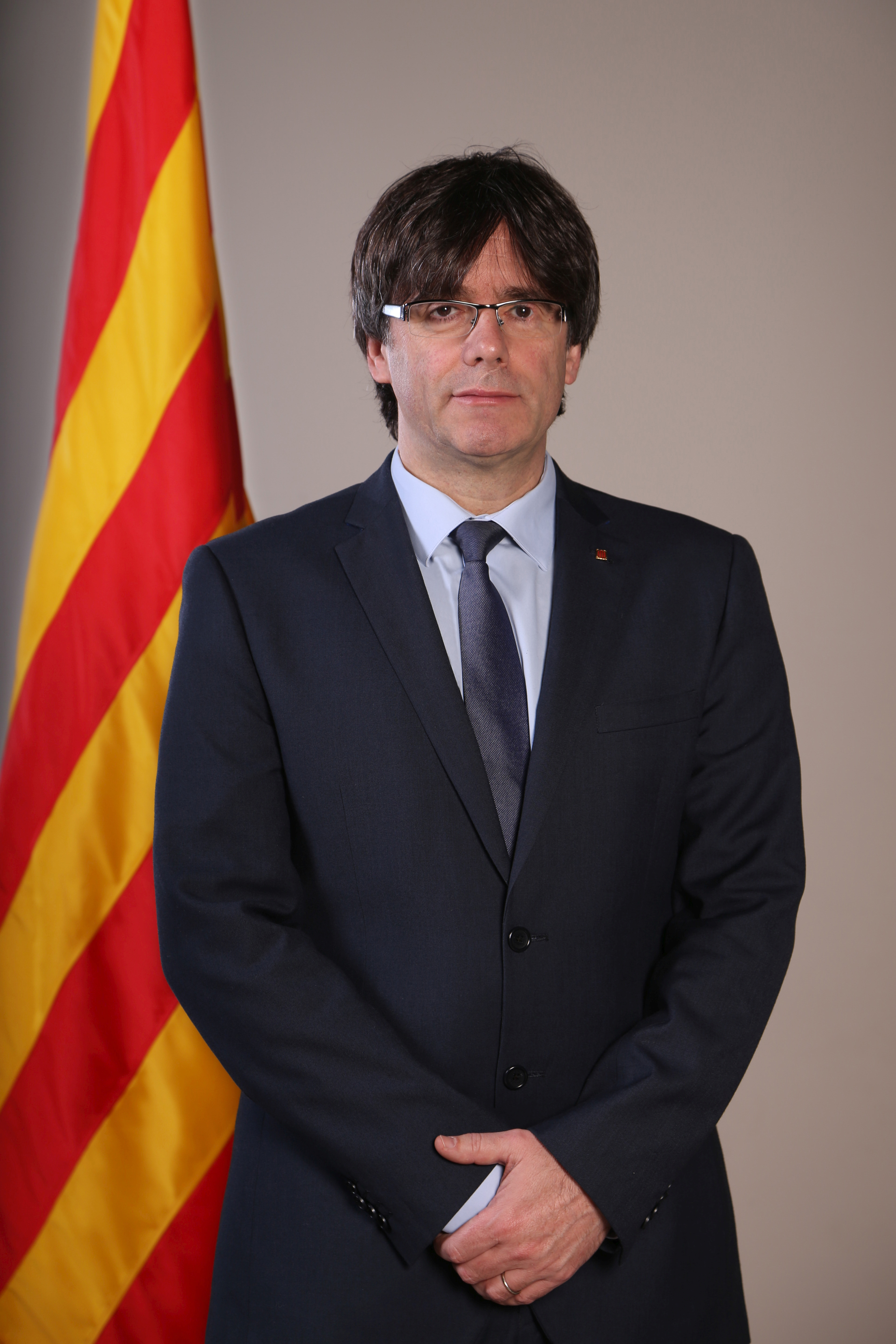
كارلس بوتشدمون، رئيس حكومة كتالونيا أثناء إعلان الاستقلال

علقت المحكمة الدستورية الإسبانية بعد قرار الحكومة الإسبانية عدم دستورية الاستفتاء حول الاستقلال الذي عقد في كتالونيا في 1 أكتوبر 2017. كان سؤال الاستفتاء «هل تريد أن تكون كتالونيا دولة مستقلة في شكل جمهورية؟» وأعطي المصوتون خيارين «نعم» و«لا»، واحتل التصويت بنعم على 92.01% من نسبة المصوتين بينما حصل التصويت بلا على 7.99% من المجموع، في ظل مشاركة 43.03% من من لهم الحق في التصويت وسط تشكيك حول الالتزام بأساسيات العملية التصويتية.
خطب الرئيس الكتالوني كارلس بوتشدمون في البرلمان الكتلاني يوم 10 أكتوبر وقال أن «كتالونيا قد حصلت على حقها في أن تكون دولة مستقلة» وأنه سيدافع عن «قرار السكان في أن تصبح كتالونيا جمهورية مستقلة». طلب بوتشدمون من البرلمان أن يقوم بتعليق إصدار أي إعلان رسمي للاستقلال لترك نافذة للحوار مع الحكومة الإسبانية. وقع بعدها بوتشدمون وعدة نواب برلمانيين موالين للانفصال إعلان استقلال رمزي بدون أي أثر قانوني. عقد مجلس الوزراء الإسباني بعدها في 11 أكتوبر جلسة استثنائية طارئة لمناقشة الأحداث في اليوم السابق، وطلب رئيس الوزراء ماريانو راخوي رسمياً من الحكومة الكتالانية تأكيد موقفها من إعلانها للاستقلال قبل الساعة العاشرة صباحاً من يوم 16 أكتوبر، ثم مددت الفترة بعدها إلى 19 أكتوبر وذكر أن في حالة الحصول على رد بتأكيد الاستقلال أو عدم الرد على الطلب فإنه سيتم تطبيق جميع الإجراءات القانونية تجاه الحكومة الكتالانية في تلك الحالة. هذا الطلب هو شرط أساسي يجب تنفيذه قبل استخدام المادة 155 من الدستور الأسباني والمسمى «الخيار النووي» والذي من شأنه أن يمكن الحكومة الإسبانية بتعليق الحكم الذاتي الكتالوني والسيطرة المباشرة على الحكم في المنطقة من قبل مدريد. تزايدت الضغوط داخل المعكسر الموالي للاستقلال عندما طلب حزب الوحدة الشعبية الحكومة إصدار بيان وإعلان واضح للاستقلال الكتلالوني مهدداً بسحب دعمه البرلماني لبوتشدمون في حالة عدل عن دعواته للاستقلال. فشل بوتشدمون من خلال رده إلى راخوي في توضيح إذا كان الاستقلال قد تم إعلانه بالفعل ودعا في المقابل إلى حوار خلال شهرين. رفضت الحكومة المركزية الرد المقدم وأنه لا يجيب على طلباتها وشككت في رغبة بوتشدمون في الحوار وأسمها بالغير واضحة. رفضت الحكومة الكتالانية تأكيد أو نفي الاستقلال وضعها أمام موعد زمني أخر ونهائي للرد قبل أن تطبق حكومة مدريد فحوى المادة 155 من الدستور.
أكد رئيس الوزراء ماريانو راخوي في 19 أكتوبر أن الحكومة الإسبانية مستعدة لتفعيل المادة 155 من الدستور والتحرك لتعليق الحكم الذاتي الكتالاوني بعد اجتماع للوزراء بتاريخ 21 أكتوبر بعدما رسالة بوتشدمون التي قالت أن استقلال كتالونيا لا يزال معلق ولكن البرلمان قد يقرر التصويت على الاستقلال إذا واصلت إسبانيا «عمليات القمع». وفي وقت لاحق، أعلن راخوي أن الحكومة الإسبانية في انتظار موافقة مجلس الشيوخ الإسباني لستسيطر مباشرة على حكومة كتالونيا وتشرع في إزالة بوتشدمون وحكومته من مناصبهم والدعوة إلى انتخابات في الإقليم خلال ستة أشهر.
عقد برلمان كتالونيا جلسة نقاش في 26-27 أكتوبر 2017 حول إعلان استقلال محتمل، بالتوازي مع عقد مجلس الشيوخ لنقاش حول تطبيق الحكم المباشر على كتالونيا من خلال تفعيل المادة 155 من الدستور الإسباني لعام 1978. في نهاية الجلسة صوت البرلمان الكتالوني في اقتراع سري على إعلان استقلال أحادي وتم تمرير القرار بموافقة 70 عضو مقابل رفض 10 أعضاء و2 أعضاء أدلوا بأصوات فارغة في ظل مقاطعة جميع النواب من أحزاب «سيتيزنز» و«حزب كتالونيا الاشتراكي» و«حزب الشعب».
أعلن المجلس العام لفال دران، وهي منطقة حكم ذاتي مستقل داخل منطقة كتالونيا منذ 2015 (كما هي كتالونيا بالنسبة إلى إسبانيا) أن المجلس سيعقد جلسة استثنائية في 30 أكتوبر لتقييم الأثار المترتبة على إعلان الاستقلال وتقرير إذا ما ستعلن المنطقة إستقلالها على كتالونيا نفسها.

### رد الفعل الداخلي بعد إعلان الاستقلال
رداً على إعلان الاستقلال، قام رئيس وزراء إسبانيا ماريانو راخوي بحل برلمان كتالونيا وحل مجلس كتالونيا التنفيذي وأعلن عن انتخابات مبكرة في 21 ديسمبر 2017 بعدما حصل على تأييد مجلس الشيوخ الإسباني في تفعيل المادة 155.
وبعد وقت قريب من إعلان راخوي، قام رئيس قوات الشرطة الكتالونية بتقديم رسالة وداع لزملائه تعترف بقرار الحكومة الإسبانية في إبعاده. طلب الرقيب جوسيب ترابيرو أيضاً من قوات الشرطة أن تظل «موالية» لخليفته.
وفي حين لمحت بعض وسائل الإعلان أن حكومة كارلس بوتشدمون الكتالونية لن تقاوم استيلاء الحكومة الإسبانية على السلطة، إلا أن بوتشدمون نفسه لم يعترف بإزالته وأكد أن البرلمانات هي من «تنتخب وتزيل الحكومات» كما طلب من الكتالان «معارضة تنفيذ المادة 155 ديموقراطياً». ولم يذكر كارلس إذا ما كان سيعترف أو يرفض صراحةً قرارات الحكومة الأسبانية.
بحلول 30 أكتوبر 2017، ألغت القائمة بأعمال رئاسة البرلمان الكتالوني ذات التوجه الانفصالي كارمي فوركاديل جلسة برلمانية كان مقرر لها ان تنعقد بتاريخ 31 أكتوبر بسبب «حل البرلمان» وهو اعتراف ضمني بقرار حكومة مدريد. لجأ بعدها بوتشدمون وعدداً من أفراد حكومته إلى بلجيكا هرباً من الملاحقة القضائية الإسبانية. وجه المدعي العام الإسباني لهم رسمياً تهم التمرد والتحريض والإختلاس. ومن جهة أخرى، ساعد هدوء الشارع الكتالاني وعودة العمل في جميع أرجاء المقاطعة بالإضافة إلى عدم مقاومة الحكومة الكتالانية الجديدة المنحلة للحكومة المركزية في تثبيت وإحكام سيطرتها على المؤسسات الحكومية الكتالانية.

## العلاقات الخارجية

### الاعتراف الدولي
في الوقت الحالي، أصدرت الدول التالية بيانات بعدم الاعتراف بالجمهورية الكتالانية ككيان مستقل، ودعم السلامة الإقليمية لإسبانيا والنظام الدستوري و/أو الادعاء بأنها مسألة إسبانية داخلية. وقد دعت بلجيكا وسلوفينيا إلى إيجاد حل سلمي وحوار دون أن يرفضا صراحة الاعتراف بالاستقلال الكتالاني، بينما اكتفت المجر وروسيا بالادعاء بأنها مسألة إسبانية داخلية.
| الدول والمنظمات التي لا تعترف بالاستقلال الكتالاني | الدول والمنظمات التي لا تعترف بالاستقلال الكتالاني | الدول والمنظمات التي لا تعترف بالاستقلال الكتالاني |
| -------------------------------------------------- | -------------------------------------------------- | -------------------------------------------------- |
| إسبانيا                                            |                                                    |                                                    |
| أندورا                                             | الأرجنتين                                          | أستراليا                                           |
| أذربيجان                                           | بلجيكا                                             | بوليفيا                                            |
| البرازيل                                           | بلغاريا                                            | كندا                                               |
| تشيلي                                              | الصين                                              | كولومبيا                                           |
| كوستاريكا                                          | كرواتيا                                            | قبرص                                               |
| جمهورية التشيك                                     | الإكوادور                                          | إستونيا                                            |
| فنلندا                                             | فرنسا                                              | جورجيا                                             |
| ألمانيا                                            | اليونان                                            | غواتيمالا                                          |
| هندوراس                                            | المجر                                              | إندونيسيا                                          |
| أيرلندا                                            | إيطاليا                                            | كازاخستان                                          |
| لاتفيا                                             | ليتوانيا                                           | لوكسمبورغ                                          |
| مالي                                               | مالطا                                              | المكسيك                                            |
| مولدوفا                                            | المغرب                                             | هولندا                                             |
| النرويج                                            | بنما                                               | باراغواي                                           |
| بيرو                                               | بولندا                                             | البرتغال                                           |
| رومانيا                                            | روسيا                                              | السنغال                                            |
| صربيا                                              | السويد                                             | كوريا الجنوبية                                     |
| سريلانكا                                           | سويسرا                                             | تركيا                                              |
| أوكرانيا                                           | المملكة المتحدة                                    | الولايات المتحدة                                   |
| الاتحاد الأوروبي                                   |                                                    |                                                    |
| حلف الناتو                                         |                                                    |                                                    |
| جامعة الدول العربية                                |                                                    |                                                    |

في الوقت نفسه، أعربت بعض الكيانات عن اهتمامها بالاعتراف. ويخطط عضو في البرلمان من حزب الوسط الحاكم في فنلندا لإجراء تصويت ومناقشة الاقتراح في البرلمان. وقد أعربت فنزويلا وكوريا الشمالية مؤخراً عن تأييدهما للسيادة الكتالانية ولكنها لم تبدي رسميا حتى الآن اعترافها. وأعربت أبخازيا وأوسيتيا الجنوبية عن اهتمامهما بالنظر في الاعتراف بالجمهورية الكتالانية إذا تلقت هذا الطلب من كتالونيا. وأصدرت وزارة خارجية جمهورية أرتساخ بيانا للدعم، تقول فيه «إننا نعتبر أن حل الأزمة السياسية بين برشلونة ومدريد يتحقق بالوسائل السلمية وحدها، عن طريق الحوار».
وأعرب رئيس الوزراء الفلمنكي، جيرت بورجوا، عن تأييده للجمهورية الكتالانية، ولكنه اعترف بأن القرار يعود إلى الحكومة الاتحادية البلجيكية. وأعرب جان-غي تالاموني، رئيس جمعية كورسيكا، عن دعمه لاستقلال كتالونيا، لكن الاعتراف رمزي بحت. وأعربت الحكومة الاسكتلندية عن دعمها لتقرير المصير لشعب كتالونيا، وذكرت أنها «تفهم موقف حكومة كتالونيا وتحترمه». وقبل إعلان الاستقلال، تقدم مجلس مدينة ديري ومجلس مقاطعة سترابان في أيرلندا الشمالية باقتراح يدعو الحكومتين البريطانية والأيرلندية إلى الاعتراف بالجمهورية الكتالانية.

### عضوية الاتحاد الأوروبي
كتالونيا جزء من الاتحاد الأوروبي، ومنطقة اليورو، ومنطقة شنغن بوصفها منطقة من إسبانيا. وقبل الإعلان، دار نقاش حول ما إذا كانت كتالونيا مستقلة ستحتفظ بعضوية الاتحاد الأوروبي والترتيبات الدولية المرتبطة بها، أو تجد نفسها خارج هذه الترتيبات عند الاستقلال. ولا يجري تناول انفصال جزء من دولة عضو على وجه التحديد في معاهدات الاتحاد الأوروبي، على الرغم من أنه تم تقديم آراء قانونية سواء في حالة كتالونيا أو أثناء المناقشة التي دارت حول استفتاء الاستقلال الاسكتلندي لعام 2014. ويشير «مبدأ برودي» الذي تتبعه المفوضية الأوروبية إلى أن الدولة المنفصلة ستخرج من الاتحاد الأوروبي وسيكون عليها أن تتقدم بطلب للانضمام إلى عضويته كدولة خارجية.
ذكر دونالد توسك، رئيس المجلس الأوروبي، أن إعلان الاستقلال «لا يغير شيئا»، وأن الاتحاد الأوروبي سيتعامل مع الحكومة الإسبانية وحدها.

## وصلات خارجية
- حكومة كاتالونيا[وصلة مكسورة] (بالإنجليزية)
- برلمان كاتالونيا (بالكتالونية)